# Banque centrale d'Égypte
La Banque centrale d'Égypte(CBE; arabe : البنك المركزي المصري) est la banque centrale et l'autorité monétaire de la République arabe d'Égypte.

## Histoire
Créée conformément à la loi n° 250 de 1960 et fonctionnant actuellement conformément à la loi n° 194 de 2020 en tant qu'entité indépendante et banque centrale de l'État égyptien, relevant du Président de la République.
Le 6 mars 2024, la Banque centrale d'Égypte a décidé d'abaisser le taux de change de la livre égyptienne par rapport au dollar américain pour la première fois depuis plus de 14 mois, à la suite d'une réunion exceptionnelle qui a augmenté les taux d'intérêt d'environ 600 points de base. La Banque centrale a confirmé dans un communiqué que, dans le cadre du ciblage du taux d'inflation, elle s'efforcerait de permettre que le taux de change soit déterminé en fonction des mécanismes du marché,,.

## Devise
Depuis le commerce des pièces d'or et d'argent en Égypte et jusqu'en 1834, il n'y avait pas une seule unité monétaire pour unifier le pays. En 1834, un décret a été réalisé indiquant la forge d'une monnaie égyptienne basée sur les deux métaux (or et argent). Conformément au décret, la frappe d'une monnaie en forme de riyals d'or et d'argent a commencé. En 1836, la livre égyptienne a été introduite pour la première fois et est devenue utilisable par public.
La banque laisse flotter la livre égyptienne le matin du 13 novembre 2016,,.

## Liste des gouverneurs
Voici la liste des gouverneurs de la Banque centrale d'Égypte :
| Rang | Nom                    | Période   |     | Rang               | Nom             | Période   |
| ---- | ---------------------- | --------- | --- | ------------------ | --------------- | --------- |
| 1er  | Elwin Palmer           | 1898–1906 |     | 16e                | Mohamed Shalaby | 1982–1985 |
| 2e   | Frederick Rowlatt      | 1906–1921 | 17e | Ali Negm           | 1985–1986       |           |
| 3e   | Bertram Hornsby        | 1921–1931 | 18e | Mahmoud Hamed      | 1986–1993       |           |
| 4e   | Edward Cook            | 1931–1940 | 19e | Ismail Hassan      | 1993–2001       |           |
| 5e   | Norman Nixon           | 1940–1946 | 20e | Mohamed Abul Eyoun | 2001–2003       |           |
| 6e   | Frederick Leith-Ross   | 1946–1951 | 21e | Farouk El-Okdah    | 2003–2013       |           |
| 7e   | Ahmed Zaki             | 1951–1952 | 22e | Hisham Ramez       | 2013–2015       |           |
| 8e   | Mohamed Fekry          | 1952–1955 | 23e | Tarek Hassan Amer  | 2015-2022       |           |
| 9e   | Ahmed Zaki             | 1956–1957 | 24e | Hassan Abdullah    | Depuis 2022     |           |
| 10e  | Abd El-Gelil El Emary  | 1957–1960 |     |                    |                 |           |
| 11e  | Abd El-Hakim El Refaie | 1960–1964 |     |                    |                 |           |
| 12e  | Ahmed Zendo            | 1964–1967 |     |                    |                 |           |
| 13e  | Ahmed Nazmy            | 1967–1971 |     |                    |                 |           |
| 14e  | Ahmed Zendo            | 1971–1976 |     |                    |                 |           |
| 15e  | Mohamed Ibrahim        | 1976–1982 |     |                    |                 |           |